# Petite Folle
Pour les articles homonymes, voir Wildflower.
Pour plus de détails, voir Fiche technique et Distribution.
Petite Folle (titre original : Wildflower) est un film muet américain réalisé par Allan Dwan et sorti en 1914.

## Fiche technique
- Titre : Wildflower
- Réalisation : Allan Dwan
- Scénario : Eve Unsell, Allan Dwan, d'après une nouvelle de Mary Germaine
- Chef opérateur : H. Lyman Broening
- Genre : Film dramatique
- Production : Famous Players Film Company
- Distribution : Paramount Pictures
- Date de sortie :
  - États-Unis : 15 octobre 1914

## Distribution
- Marguerite Clark : Letty Roberts
- Harold Lockwood : Arnold Boyd
- James Cooley : Gerald Boyd
- Edgar L. Davenport : l'avocat
- Jack Pickford : Bud Haskins